# سرخ کردن

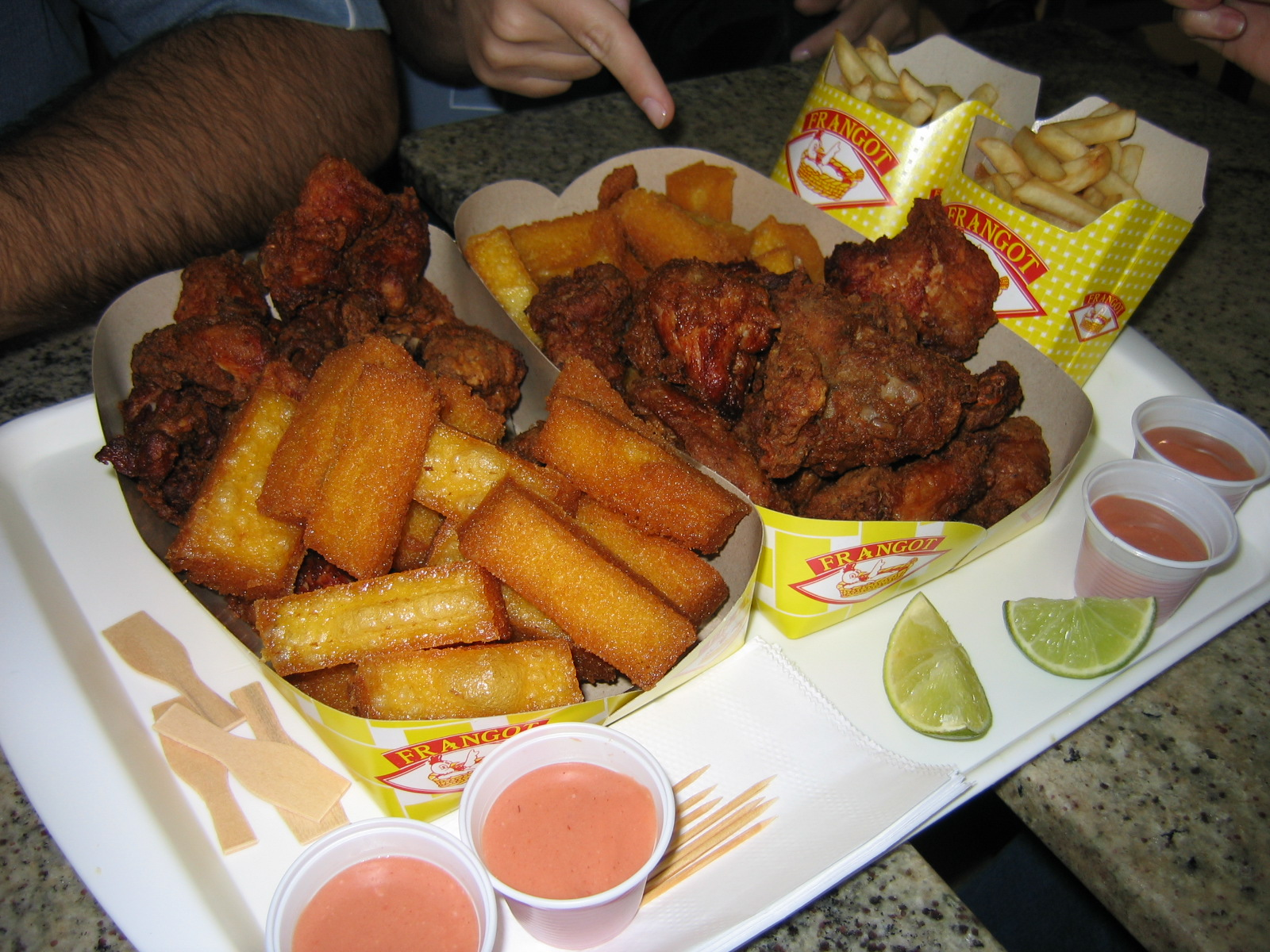
سیب‌زمینی سرخ‌کرده و مرغ سرخ شده

سرخ کردن نوعی روش پخت است که در آن موادغذایی در انواع روغن خوراکی پخته می‌شوند. روش سرخ کردن به تمدن مصر و حدود ۲۵۰۰ سال پیش از میلاد بر می‌گردد. برخی کیک‌ها را نیز به این شیوه تهیه می‌کنند.